# 침보라소산
침보라소산(스페인어: Chimborazo, 스페인어 발음: [tʃimboˈɾaso])은 안데스산맥의 성층 화산이다. 높이 6,263m로 에콰도르에서 가장 높은 산이다. 침보라소 산은 적도 인근에서 가장 높은 산으로, 가장 해발 고도가 높은 산은 아니나, 지구가 불룩한 타원형 모양이기에 지구의 중심에서 가장 먼 지점이다. 침보라소 산의 정상은 지구 중심에서 6,384.4km 떨어져 있다. 에콰도르 중부의 안데스산맥에 위치하며, 수도인 키토에서 남남서 쪽으로 150km 떨어져 있다.